# Rafik Djoumi
Rafik Djoumi est un journaliste culturel, chroniqueur à Arrêt sur images, Capture Mag, Total Trax et dans de nombreux journaux, directeur de collection aux éditions Atlas et rédacteur en chef de l'émission BiTS sur Arte (arrêtée en mai 2019) et du défunt site Matrix Happening.
Il est aussi connu pour sa position favorable vis-à-vis de la reconnaissance et l'analyse critique des séries télévisées populaires et des blockbusters comme Star Wars, et plus généralement de l'impact sur la société de ce qu'il nomme lui-même la "culture geek",.

## Biographie
Il est chroniqueur sur l'émission Post Pop sur le site Arrêt sur images et anime le podcast Total Trax consacré à la musique de film.

## Publications
- The Matrix Trilogy, The Wachowskis, hors-série Rockyrama,  (ISBN 978-2-37697-123-8), 2020
- Le seigneur des anneaux de Peter Jackson[9], édition Cadrage, 2009
- George Lucas : L'homme derrière le mythe, édition Absolum,  (ISBN 978-2916186016), 2005